# Unga föräldrar
Unga föräldrar är en dokumentärserie där man följer unga föräldrarpar i Sverige. Programmet började som ett webb-TV-program på TV4 Play. I september 2015 började första säsongen sändas även i Sjuan. Det första avsnittet publicerades på TV4 Play den 19 mars 2015. Under hösten 2016 publicerades den fjärde säsongen. Familjerna själva filmar avsnitten. Hösten 2016 publiceras även spinoffen "Linn och Tompa" på charter
Första säsongen sågs av 2,2 miljoner med hela avsnitt och klipp inräknat, inför andra säsongen gjorde man om avsnitten så det blev fler avsnitt under säsongen men längden på avsnitten blev kortare.